# James City (Pensilvania)
James City es un área no incorporada ubicada en el condado de Elk en el estado estadounidense de Pensilvania. James City se encuentra a 4.8 km de Kane.

## Geografía
James City se encuentra ubicada en las coordenadas 41°37′12″N 78°50′20″O / 41.62000, -78.83889